# Youngolepis
Youngolepis ist eine ausgestorbene Fischgattung aus der Klasse der Fleischflosser (Sarcopterygii) die im Unteren Devon vorkam. Fossilien der Gattung wurden in der südchinesischen Provinz Yunnan gefunden. Die Gattung wurde zu Ehren des chinesischen Paläontologen Young Chungchien benannt von Zhang Miman (Mee-mann Chang) und X. B. Yu 1981.

## Merkmale
Youngolepis ist ein kleiner Raubfisch und wurde weniger als 30 cm lang. Die Gattung ist vor allem durch Schädelfossilien bekannt. Die Schädelknochen sind schwer und dick, der Körper mit dicken, rhombischen Kosmoidschuppen bedeckt. Schnauze und äußere Nasenöffnungen zeigen nach unten, wie bei Diabolepis. Die hinteren Nasenöffnungen liegen am hinteren Ende des kleinen Prämaxillare. Rostrum und Unterkiefer sind mit zahlreichen Röhrchen besetzt. Die Augen waren klein. Reihen kleiner Knochen umgeben die wichtigsten paarigen Schädelknochen, ein Merkmal, das man auch bei Lungenfischen (Dipnoi) findet. Das Frontale ist lang, das Parietale kurz. Das Neurocranium ist nicht vollständig in zwei Abschnitte geteilt, wie bei den Quastenflossern. An der Kopfseite findet sich eine Knochenplatte, die aus jenen Schädelelementen besteht, die dem Squamosum, Quadratojugale und Praeoperculare entsprechen, und deren Muster an die Wangenknochen der Osteolepiformes erinnert. Zwischen Prämaxillare und dem aus Frontale und Ethmoid gebildeten Kopfschild bleiben die Suturen stets sichtbar. Wie bei den Lungenfischen ist das Jugale größer als das Lacrimale. Der Parasphenoid ist groß und lang.
Die Schuppen sind mit einer dicken, glatten Cosminschicht überzogen und haben kleine Poren (25–60 µm). Auf dem Unterkiefer sind die Poren größer (75–100 µm). Die Poren der Schuppen sind mit einer Enameloidschicht, einer Substanz ähnlich dem Zahnschmelz, ausgekleidet, ein Merkmal, das Youngolepis mit den Porolepiformes teilt. Westoll-Linien, mehr oder weniger konzentrische Linien in den Kosmoidschuppen der Lungenfische, die als Wachstumsringe interpretiert werden, fehlen.

## Systematik
Youngolepis wird den Dipnomorpha zugeordnet, der Schwestergruppe der Tetrapodomorpha (Tetrapoden einschließlich ihrer fischartigen Stammgruppenvertreter), zu der auch die heutigen Lungenfische gehören. Youngolepis ist das Schwestertaxon einer Klade aus Diabolepis und den Lungenfischen.